# Yassir Jarici
Yassir Jarici (en arabe : ياسر الجاريسي), né le 25 avril 1989 à Casablanca (Maroc) est un footballeur marocain évoluant dans le club du MC Oujda. Il joue au poste de défenseur.

## Biographie
Natif de Casablanca, il est formé à l'Union de Mohammédia.
En 2012, il fait ses débuts professionnels au FUS de Rabat. Trois saisons plus tard, son club atteint la finale de la Coupe du Maroc. Toutefois, Jarici ne participe pas à la finale. La saison qui suit, il est remporte la Botola Pro.
Avec le FUS, il participe à la Ligue des champions d'Afrique et à la Coupe de la confédération. Il joue une centaine de matchs en première division marocaine entre 2012 et 2017.
Le 22 janvier 2018, il est prêté pour une durée de six mois au CA Khénifra.
Le 12 juin 2018, il est prêté au Kawkab de Marrakech, club dans lequel il termine la saison en étant relégué en D2 marocaine. 
Le 23 juillet 2019, il retourne au FUS de Rabat.

## Palmarès
FUS de Rabat
- Championnat du Maroc (1) :
  - Champion : 2015-16.